# Julie Coin
Julie Coin (Amiens, 2 december 1982) is een professioneel tennisspeelster uit Frankrijk. Coin begon met tennis toen zij zeven jaar oud was. Haar favoriete ondergrond is hardcourt. Zij speelt rechtshandig en heeft een tweehandige backhand. Zij was actief in het proftennis van 1999 tot in 2017. Haar beste resultaat was het verslaan van de toenmalige nummer een van de wereld Ana Ivanović op het US Open van 2008.

## Loopbaan
Coin begon haar tenniscarrière op de Clemson University (Clemson, South Carolina), waar ze meerdere damestennisrecords op haar naam heeft staan. Hier studeerde ze wiskunde.
Coin speelde de meeste dubbelspelwedstrijden met Violette Huck, met wie zij de tweede ronde van het damesdubbelspel haalde op Roland Garros 2008.
In 2010 en 2011 maakte Coin deel uit van het Franse Fed Cup-team – zij behaalde daar een winst/verlies-balans van 1–2.

## Posities op deWTA-ranglijst
Positie per einde seizoen:
| jaar | rang enkelspel | rang dubbelspel |
| ---- | -------------- | --------------- |
| 2000 | 971            | –               |
| 2001 | 660            | –               |
| 2002 | 732            | –               |
|      |                |                 |
| 2005 | 367            | 808             |
| 2006 | 269            | 581             |
| 2007 | 200            | 383             |
| 2008 | 96             | 143             |
| 2009 | 75             | 65              |
| 2010 | 212            | 64              |
| 2011 | 265            | 168             |
| 2012 | 221            | 133             |
| 2013 | 156            | 108             |
| 2014 | 247            | 188             |
| 2015 | 236            | 151             |

## Palmares

### Overwinningen op een regerend nummer 1
Coin heeft eenmaal een partij tegen een op dat ogenblik heersend leider van de wereldranglijst gewonnen:
| nr. | datum      | toernooi | ronde        | tegenstandster | score         |         |
| --- | ---------- | -------- | ------------ | -------------- | ------------- | ------- |
| 1.  | 2008-08-28 | US Open  | tweede ronde | Ana Ivanović   | 6-3, 4-6, 6-3 | details |

### Gewonnen ITF-toernooien enkelspel
| nr. | datum      | toernooi         | dotatie  | tegenstandster in finale | score           |
| --- | ---------- | ---------------- | -------- | ------------------------ | --------------- |
| 1.  | 2005-07-24 | Les Contamines   | $25.000  | Dominika Nociarová       | 6-7, 6-2, 6-4   |
| 2.  | 2005-08-14 | Londen           | $10.000  | Claire Peterzan          | 6-4, 1-6, 6-3   |
| 3.  | 2007-03-17 | Mérida           | $10.000  | Vanina García Sokol      | 7-5, 6-4        |
| 4.  | 2008-02-03 | Belfort          | $25.000  | Virginie Pichet          | 6-0, 6-3        |
| 5.  | 2008-10-12 | Joué-lès-Tours   | $50.000  | Stéphanie Foretz         | 7-6, 7-6        |
| 6.  | 2009-03-01 | Clearwater       | $50.000  | Yanina Wickmayer         | 3-6, 1-1, diskw |
| 7.  | 2009-10-11 | Tokio            | $100.000 | Olha Savtsjoek           | 7-6, 4-6, 7-6   |
| 8.  | 2013-09-29 | Clermont-Ferrand | $25.000  | Doroteja Erić            | 3-6, 6-1, 6-4   |
| 9.  | 2014-10-26 | Saguenay         | $50.000  | Jovana Jakšić            | 7-5, 6-3        |
| 10. | 2015-04-19 | Ponta Delgada    | $10.000  | Georgina García Pérez    | 6-0, 6-1        |

### Gewonnen ITF-toernooien dubbelspel
| nr. | datum      | toernooi       | dotatie  | partner                | tegenstandsters in finale                      | score             |
| --- | ---------- | -------------- | -------- | ---------------------- | ---------------------------------------------- | ----------------- |
| 1.  | 2001-04-01 | Amiens         | $10.000  | Olivia Cappelletti     | Bianca Cremer Jelena Pandžić                   | 7-5, 6-1          |
| 2.  | 2005-07-10 | Le Touquet     | $10.000  | Alice Hall             | Karla Mraz Virginie Pichet                     | 7-5, 7-6          |
| 3.  | 2007-01-26 | Grenoble       | $10.000  | Shérazad Benamar       | Karolina Kosińska Stéphanie Rizzi              | 1-6, 7-5, 6-4     |
| 4.  | 2008-03-22 | Tenerife       | $25.000  | Violette Huck          | Mervana Jugić-Salkić Tzipora Obziler           | 6-4, 6-3          |
| 5.  | 2008-06-27 | Getxo          | $25.000  | Story Tweedie-Yates    | Estrella Cabeza Candela Sara del Barrio Aragón | 6-3, 6-1          |
| 6.  | 2008-09-20 | Madrid         | $25.000  | Irena Pavlovic         | Joelija Bejhelzymer Anastasia Poltoratskaya    | 6-3, 6-4          |
| 7.  | 2009-05-03 | Cagnes-sur-Mer | $50.000  | Marie-Ève Pelletier    | Erica Krauth Anna Tatishvili                   | 6-4, 6-3          |
| 8.  | 2009-11-01 | Poitiers       | $100.000 | Marie-Ève Pelletier    | Marta Domachowska Michaëlla Krajicek           | 6-3, 3-6, [10-3]  |
| 9.  | 2011-07-16 | Woking         | $25.000  | Eva Hrdinová           | Emma Laine Melanie South                       | 6-1, 3-6, [10-8]  |
| 10. | 2011-07-24 | Les Contamines | $25.000  | Eva Hrdinová           | Maria Abramović Nicole Clerico                 | 6-3, 6-2          |
| 11. | 2011-08-28 | Istanbul       | $50.000  | Eva Hrdinová           | Sandra Klemenschits Irena Pavlovic             | 6-4, 7-5          |
| 12. | 2012-04-14 | Pelham         | $25.000  | Marie-Ève Pelletier    | Jelena Bovina Jekaterina Bytsjkova             | 7-5, 6-4          |
| 13. | 2012-10-14 | Joué-lès-Tours | $50.000  | Séverine Beltrame      | Justyna Jegiołka Diāna Marcinkēviča            | 7-5, 6-4          |
| 14. | 2013-06-15 | Nottingham     | $50.000  | Stéphanie Foretz-Gacon | Julia Glushko Erika Sema                       | 6-2, 6-4          |
| 15. | 2013-10-13 | Joué-lès-Tours | $50.000  | Ana Vrljić             | Andrea Hlaváčková Michaëlla Krajicek           | 6-3, 4-6, [15-13] |
| 16. | 2015-02-08 | Midland        | $100.000 | Emily Webley-Smith     | Jacqueline Cako Sachia Vickery                 | 4-6, 7-6, [11-9]  |

## Resultaten grandslamtoernooien
| Legenda | Legenda                          |
| ------- | -------------------------------- |
| g.t.    | geen toernooi gehouden           |
| l.c.    | lagere categorie                 |
| –       | niet deelgenomen                 |
| G       | uitgeschakeld in de groepsfase   |
| 1R      | uitgeschakeld in de eerste ronde |
| 2R      | uitgeschakeld in de tweede ronde |
| 3R      | uitgeschakeld in de derde ronde  |
| 4R      | uitgeschakeld in de vierde ronde |
| KF      | uitgeschakeld in de kwartfinale  |
| HF      | uitgeschakeld in de halve finale |
| F       | de finale verloren               |
| W       | het toernooi gewonnen            |
| w-v     | winst/verlies-balans             |

### Enkelspel
| toernooi        | 2008 | 2009 | 2010 |
| --------------- | ---- | ---- | ---- |
| Australian Open | –    | 2R   | 2R   |
| Roland Garros   | –    | 2R   | 1R   |
| Wimbledon       | –    | 1R   | 1R   |
| US Open         | 3R   | 2R   | 1R   |

### Vrouwendubbelspel
| toernooi        | 2006 | 2007 | 2008 | 2009 | 2010 | 2011 | 2012 | 2013 | 2014 | 2015 |
| --------------- | ---- | ---- | ---- | ---- | ---- | ---- | ---- | ---- | ---- | ---- |
| Australian Open | –    | –    | –    | –    | 2R   | –    | –    | –    | –    | –    |
| Roland Garros   | 1R   | 1R   | 2R   | 2R   | 1R   | 1R   | 1R   | 2R   | 3R   | 1R   |
| Wimbledon       | –    | –    | –    | 1R   | 1R   | –    | –    | –    | –    | –    |
| US Open         | –    | –    | –    | 2R   | 1R   | –    | –    | –    | –    | –    |